# Derrick Gardner
Derrick Gardner (* 3. Juni 1965 in Chicago) ist ein US-amerikanischer Musiker (Trompete, Flügelhorn, Komposition) des Modern Jazz.

## Leben und Wirken
Gardner stammt aus einer musikalischen Familie; sein Vater ist der Trompeter Burgess Gardner, sein älterer Bruder Vincent Gardner ist Jazzposaunist. Im Alter von neun Jahren  begann er in seiner Heimatstadt Chicago Trompete zu spielen. 1991 zog er nach New York City und gehörte ab den frühen 1990er-Jahren dem Count Basie Orchestra unter Leitung von Frank Foster an, zu hören auf Alben wie Live at El Morocco und Live at MCG von 1996. Gardner spielte u. a. außerdem bei Frank Foster and The Loud Minority und im Roman Schwaller Sextett. Mit der International Festival Big Band unter der Leitung von Mathias Rüegg bzw. Ed Partyka gastierte er 2002 und 2004 in Frauenfeld.
1991 gründete Gardner sein Sextett The Jazz Prophet. 2006 erschien sein Debütalbum  Slim Goodie, das er u. a. mit Vincent Gardner, Anthony Wonsey, und Gerald Cannon aufgenommen hatte. 2020 legte Gardner das Bigband-Album Still I Rise vor. Im Bereich des Jazz war er laut Tom Lord zwischen 2004 und 2021 an 37 Aufnahmesessions beteiligt, u. a. mit Craig Bailey, Carlos Garnett, Stefon Harris, Lizz Wright, Harry Connick, Jr., Mark Buselli, Nnenna Freelon und Curtis Nowosad.

## Diskographische Hinweise
- A Ride to the Other Side ... of Infinity (Owl, 2007), mit Vincent Gardner, David Edwards, Rob Dixon, Anthony Wonsey, Rodney Whitaker, Kevin Kaiser
- Derrick Gardner & The Jazz Prophets +2 :Echoes of Ethnicity (Owl, 2008), mit Vincent Gardner, Brad Leali, Rob Dixon, Jason Marshall, Rick Roe, Gerald Cannon, Brandon Meeks, Donald Edwards, Kevin Kaiser
- Derrick Gardner & The Big Dig ! Band: Still I Rise (2021)
- Derrick Gardner & The Jazz Prophets: Pan Africa (Impact Jazz, 2023), mit Vincent Gardner, Robert Dixon, George Caldwell, Obasi Akoto, Kweku Sumbry